# A&G NEXT GENERATION Lady Go!!
『A&G NEXT GENERATION Lady Go!!』（エーアンドジー ネクスト ジェネレーション レディー ゴー）は、2010年10月4日から2015年10月2日まで文化放送超!A&G+で放送されていたラジオ番組。曜日やパーソナリティ名を入れ『Lady Go!! ○曜日』、『（パーソナリティ名）のLady Go!!』とも呼ばれる。番組ブログでは「LadyGo」などの表記もある。

## 番組概要
月曜日から金曜日の帯番組。曜日替わりの「次世代の声優界を引っ張っていく各事務所を代表する若手女性声優」がパーソナリティを担当する。
2010年10月の大幅改編にともない、『ARTIST ZONE 2h』（19:00 - 21:00）と同日にスタートした。当時の放送枠は『超ラジ!Girls』の後枠であり、曜日替わりの若手女性声優が担当するなど共通点もあるが、『超ラジ!Girls』が1時間の生番組だったのに対し、『Lady Go!!』は30分の収録番組だった。
2011年4月4日から、生番組主体の1時間番組になった。ただし、パーソナリティのスケジュールなどで、曜日と時期によっては収録放送となる。
2014年4月7日に、niconicoのニコニコチャンネルに「Lady Go!!ホワイトちゃんねる」が開設され、同日放送分から同時生放送をするようになった。
2015年3月2日の放送で、2015年4月から番組時間が毎週月曜から金曜の20時からの一時間になることが発表された。これとあわせて深夜のリピート放送の廃止とホワイトちゃんねるの時間帯の移動も発表された。
2015年4月20日の放送から、日本コロムビアがメインスポンサーとなった。
2015年7月12日の番組イベント「Lady Go!! fifth date ～キミと私の時代(ジェネレーション）」にて2015年10月2日（9月最終週）の放送をもって番組を終了する旨と、それに伴い10月18日に「Lady Go!! 卒業イベント（仮）」が開催されることが発表された。
2015年10月2日の放送（担当：三上枝織）をもって番組が終了した。
2018年5月24日に超!A&Gサイトで、「Lady Go!! 卒業イベント 〜1841日の奇跡〜」が収録されたDVDの予約購入者を対象としたイベント「Lady Go!! 卒業イベント DVD発売記念イベント」が6月24日に開催されることが発表された。

### 放送時間
- 2010年10月4日 - 2011年4月1日

月曜日 - 金曜日 18:30 - 19:00 （リピート放送: 翌日 8:30 - 9:00）
- 2011年4月4日 - 2011年9月30日

月曜日 - 金曜日 17:00 - 18:00 （リピート放送: 月曜日 - 金曜日 26:00 - 27:00、翌日 8:00 - 9:00）
- 2011年10月3日 - 2012年9月28日

月曜日 - 金曜日 17:00 - 18:00 （リピート放送: 月曜日 - 金曜日 26:30 - 27:30、翌日 8:00 - 9:00）
- 2012年10月1日 - 2013年10月4日

月曜日 - 金曜日 17:00 - 18:00 （リピート放送: 月曜日 - 金曜日 26:00 - 27:00、翌日 8:00 - 9:00）
- 2013年10月7日 - 2015年4月3日

月曜日 - 金曜日 17:00 - 18:00 （リピート放送: 月曜日 - 金曜日 26:30 - 27:30、翌日 7:00 - 8:00）
- 2015年4月6日 - 2015年10月2日

月曜日 - 金曜日 20:00 - 21:00（リピート放送: 月曜日 - 金曜日 07:00 - 08:00）

### パーソナリティ
三上枝織以外の全員が、この番組が自身初の単独でパーソナリティを務めるラジオ番組となる。なお、大久保瑠美はラジオパーソナリティ自体、この番組が自身初である。
パーソナリティの曜日移動・交代
- 2011年4月改編期

番組枠移動拡大・生番組化した2011年4月4日から、パーソナリティ全員の担当曜日が入れ替わり、番組内容とスタッフもパーソナリティと共に新しい曜日に移動した。
- 2011年10月改編期

金曜日担当の寺本來可が2011年9月30日の放送を最後に本番組を離れ、代わって2011年10月7日の放送から上坂すみれが新たに金曜日担当パーソナリティとして加入した。
- 2012年4月改編期

月曜日担当の三上枝織と金曜日担当の上坂すみれが互いに担当曜日を入れ替わり、上坂が月曜日を、三上が金曜日を担当することとなった。上坂・三上以外のパーソナリティ3名は変更なし。
シャッフルウィーク
2011年8月29日から9月2日の週は、曜日パーソナリティが交代した「シャッフルウィーク」となった。シャッフルされたのはパーソナリティとメールアドレスのみで、企画内容はその曜日のままである。ただしパーソナリティ名にちなんだコーナー名は変更された。
逆シャッフルウィーク
2015年9月9日から15日の間は、曜日パーソナリティそのままで、スタッフが曜日を移動した「逆シャッフルウィーク」となった。移動してきたスタッフの担当している曜日のコーナーを行った。
| パーソナリティ | 愛称     | 初回          | 最終回        | 曜1 | 曜2 | 曜3    | 曜4 | 曜5 | 備考     |
| -------------- | -------- | ------------- | ------------- | --- | --- | ------ | --- | --- | -------- |
| 上坂すみれ     | すみぺ   | 2011年10月7日 | 2015年9月28日 | -   | -   | -      | 金  | 月  |          |
| 小松未可子     | みかこし | 2010年10月4日 | 2015年9月29日 | 月  | 火  | （月） | 火  | 火  |          |
| 大久保瑠美     | るみるみ | 2010年10月7日 | 2015年9月30日 | 木  | 水  | （木） | 水  | 水  |          |
| 高森奈津美     | なつ姉   | 2010年10月8日 | 2015年10月1日 | 金  | 木  | （火） | 木  | 木  |          |
| 三上枝織       | みかしー | 2010年10月6日 | 2015年10月2日 | 水  | 月  | （金） | 月  | 金  | リーダー |
| 寺本來可       | ゆっか   | 2010年10月5日 | 2011年9月30日 | 火  | 金  | （水） | -   | -   |          |

曜日の期間は順に
1. 2010年10月4日 - 2011年4月1日
2. 2011年4月4日 - 2011年9月30日（シャッフルウィークを除く）
3. 2011年8月29日 - 2011年9月2日（シャッフルウィーク）
4. 2011年10月3日 - 2012年3月30日
5. 2012年4月2日 - 2015年10月2日

## コーナー
公式サイトのコーナー募集ページがないため、コーナー名や表記が一定しないこともある。

### 共通のコーナー
- 番組終了発表時に行われていたコーナー
Get Lady Go!!
1週間、各パーソナリティが同じチャレンジを行う。番組ブログでは「Get Lady 5!」などの表記もある。
2010年10月4日開始。
テーマメール
日替わりのテーマメール。冒頭で（あるいは事前に番組ブログで）募集する。
2012年7月からどの曜日も番組冒頭で募集するようになった。
遅くとも2011年4月開始。
みならい女神 プルプルんシャルムのわ（2015年9月終了）
詳細はみならい女神 プルプルんシャルムを参照。
2012年8月6日開始。
2015年8月31日の放送で、9月4日で終了することが発表された。
- 過去
今週のLady Go!!推薦曲
週替わりで毎週1曲、楽曲を指示された口調で紹介し、番組推薦曲として紹介する。楽曲とは、コーナー実施時期に放送されていた、大久保と三上が出演するゆるゆり♪♪の主題歌やキャラクターソングであった。2012年7月2日開始。2012年9月28日終了。この期間のみポニーキャニオンが番組スポンサーになっていた。
Lady5人とリア充ボイス
「LadyGoパーソナリティーと交わす、“リア充の男女のような”トーク」を、メンバー本人たちと仲の良いリア充ライフを送っているつもりで、質問やリアクションしてほしい言葉を募集する。お題は毎週3つ決まり、そのうち1つは生放送内で聞くことができ、残り2つは生メールに有料登録（月額540円）することで聞くことができた。2015年4月24日終了。
Animelo Summer Live 2015 -THE GATE- 連動企画 みならい編集部員アニサマパンフと遊ぼう（現在は終了）
てさプルん♪としてアニサマ出演が決定し、パンフレット公式編集部員に任命された5人が、各曜日ごとに紙面づくりを進めていくコーナー。2015年6月終了。

### パーソナリティごとのコーナー

#### 番組終了発表時に行われていたコーナー

##### 上坂すみれ
- ハラハラハラショー（隔週）
ロシアを紹介するワードを1つとりあげる。Lady Go!帯コーナー「みならい女神 プルプルんシャルムのわ」の開始により休止になりかけたが、上坂たっての希望により「バイコヌールの星」との隔週コーナーになった。現在は「なぞの転校生・坂上スレミ」との隔週コーナー。2011年10月7日（上坂第1回）開始。
なぞの転校生坂上スレミ（隔週）
色々な噂が出回っているなぞの転校生・坂上スレミが、その噂が真実であるかどうかを確かめるコーナー。噂はリスナーから募集する。ネタ系のガセネタも募集している。「ハラハラハラショー」との隔週コーナー。
劇団上坂シアター
リスナーが考えた“役者の絵とプロフィール”を送ってもらい、それを上坂が“一人二役”でオーディションする。2015年4月6日開始。
質問シロイドSumire
聞けば何でも答えてくれる万能音声認識アンドロイド「Sumire」が、幅広い世間全体の疑問・単語検索・哲学的質問・質問になっていない独り言などに答える。なお、上坂への個人的な質問には答えない。2012年4月2日（上坂第27回）開始。
デスマーチ[6]
放送中に「恥ずかしがって声が小さくなる」「笑いのツボにはまって喋れなくなる」「癇癪を起こす」のいずれかに相当する行動を起こした場合、Lady Go!!バイコヌール部隊の鬼軍曹によってBGMに『大脱走マーチ』が流され、上坂は曲に合わせてその場で行進しながら釈明・謝罪を行う。2012年1月27日（上坂第17回）開始、同日初発動。

##### 小松未可子
- 結果にコシット MAIZAP（終了）
あらゆるものに変化をもたらすMAIZAPを使って、リスナーからどのようなビフォーアフターが起きたかを教えるコーナー。2015年4月7日開始。
2015年9月終了。
カウントダウン ザ変（隔週）
リスナーが身の回りで起こったザ変なことをカウントダウン形式で伝えるコーナー。ザ変とは「ザ・変態」の略。2015年4月7日開始。「マザーミカコ」との隔週コーナー。
マザーミカコ（隔週）[7]
ストレスを感じたことを募集し、「マザーミカコ」が癒す。「カウントダウン ザ変」との隔週コーナー。遅くとも2011年5月開始（今のフォーマットのコーナーに定着したのは2011年6月28日の第39回から）。
BGM アンドレ・ギャニオン 「めぐり逢い」

##### 大久保瑠美
- ココアイランドへようこそ
浜松町のスーパーアイドル「瑠美崎心愛」が、ファンからのクエスチョンに答える。2013年12月4日より年末までの特別コーナーとして始まった。2014年1月8日よりレギュラー化。「るみるみや ああるみるみや るみるみや」との隔週コーナー。
るみるみや ああるみるみや るみるみや（終了）
2014年7月開始。毎月お題を決めてそれについての俳句をリスナーから募集する。読み終わると大久保が4段階で評価をつける（松→竹→梅→草）。「ココアイランドへようこそ」との隔週コーナー。
2015年9月終了。
メイちゃんは心の名医
心の名医「羊のメイちゃん」が、リスナーのモヤモヤした悩みを、バッサバッサと解決していく癒し系コーナー。2013年2月13日よりコーナー化。「るみるみ♡メモプラス」との隔週コーナー。
るみるみ♡メモプラス（終了）
大久保が恋愛シミュレーションゲームの主人公になり、リスナーの考えた選択肢にリアクションをしていくコーナー。2015年4月8日開始。「メイちゃんは心の名医」との隔週コーナー。
2015年9月16日終了。

##### 高森奈津美
- 高森ネガティ部
高森ネガティ部員を募集する、入部条件はネガティブであること。0ネガティブから3ネガティブで判定し、10ネガティブ貯まるとネガティ部員となれる。
2015年4月に部員が10人に達したため、お題に沿ったネガティ部の部訓をリスナーから集める企画になった。
なちゅみにおしえて、おにーたんっ!（隔週）
「ちょっぴりワガママだけど、おにーたんのことが大好きな妹・なちゅみ」がリスナー（おにーたん）に質問を投げかける。リスナーはその答を考えて妹・なちゅみに教えてあげる（投稿する）。なちゅみの時は、実際の高森を「奈津美おねーたん」と呼ぶ。「拝啓、―」との隔週コーナー。2012年4月12日開始。
拝啓、奈津美お姉様（隔週）[8]
「奈津美お姉様」に宛てたメールを募集。女性限定（自称女性なら可）で、女の子言葉を使わなければならない。「なちゅみに－」との隔週コーナー。2011年8月19日開始。

##### 三上枝織
- 三上のツッコミジングル[9]
曲明けにアドリブでジングルをする。募集したボケに、三上が突っ込む。遅くとも2011年4月開始。
熱血！Shirori's CAMP
家に持ち帰りたくないリスナーの悩みや鬱憤をポジティブに解決していくコーナー。2015年4月10日開始。
枝織のハニーカム♡（隔週）
リスナーが新婚のハニー枝織という設定の三上に演じてほしいシチュエーションを送り、三上がアドリブで演技をするコーナー。読まれたメールの中で一番新婚気分を味わえたものに「マイ・ダーリン」を決定する。2012年11月26日より○○しーというキャラクター指定のくじを引くルールが追加された。2011年10月10日開始。「ハニーさん いらっしゃい!」との隔週コーナー。
ハニーさん いらっしゃい!（隔週）
桂みかしがMCを務める新婚さんをいじる番組に、ダーリンと一緒に出演することになった三上に質問をしていくコーナー。三上の回答によって歓声やブーイングがおこる。2015年4月17日開始。「枝織のハニーカム♡」との隔週コーナー。

#### 終了したコーナー

##### 上坂すみれ
- すみれのグラスノスチ☆[10]
上坂が「スミレーノフ長官」となり、リスナーからの質問にひとことで答える。コーナー名はソ連史上の情報公開「グラスノスチ」から。
2011年10月7日（上坂第1回）開始、2012年3月30日（上坂第26回）終了。
すみれエルミタージュ[10]
上坂のイラスト（ブログで公開される）に合う言葉を募集し、上坂が声を当てる。コーナー名はエルミタージュ美術館から。採用されたリスナーにはポイントがたまり、3ポイントたまると「スミレーノフ勲章」がもらえる。
2011年10月7日（上坂第1回）開始。2012年10月1日（上坂第53回）終了。
ハラハラハラショー〜異文化交流〜
ハラハラハラショーの姉妹コーナー。「異文化交流」として、リスナーが上坂に教えたい文化や流行をハラハラハラショーと隔週でとりあげる。
2012年4月2日（上坂第27回）開始。2012年07月16日（上坂第42回）終了。
バイコヌールの星[10]（隔週）
上坂が「訓練」に挑戦するコーナー。コーナー名はバイコヌール宇宙基地から。成績がいいと階級が上がるが、失敗すると「資本主義に染められていく」罰ゲームがある。
2011年10月7日（上坂第1回）開始。
ドクトルすみれ診療所[11]
上坂が森の中の診療所のドクターに扮し、物の患者の話を聞いて言葉の処方箋を与えるというコーナー。リスナーからはカルテと称して診察してもらいたい物の写真を募集する。
2012年10月8日（上坂第54回）開始。2015年3月30日終了。

##### 小松未可子
- ハスハス講座[12] / LadyGoハスハス講座[13]
「○○で使えるハスハス」などのお題で「ハスハス」の使い方を募集する。
2011年1月3日開始、2011年6月14日「閉講」[14]。2012年8月28日100回記念で復活。
みかこねこの気持ち[13]
お題のシチュエーションを募集し、小松がジェスチャーで示す。
2010年10月開始、2011年6月終了。
ソロSoloシングル![15]
「1人○○体験」を募集し、小松がそのよさを語る。
2010年10月開始、2010年12月27日終了。
フォローミー!コマツイート[13]
お題のつぶやき（ツイート）につながる、その前の会話を募集する。「今週のMVT (most valuable tweet)」1通が選ばれる。
遅くとも2011年4月開始。
だーますレポート[16]
『遊☆戯☆王ZEXAL』で共演している増田俊樹（ダーマス）と会った話などをする。
遅くとも2011年4月から。
Lady Go!! ジ・オーディショニア
オーディション会場というコーナー設定の下で、リスナーは助監督となり、投稿されたシチュエーションに対して小松が演じる。
2011年11月15日開始、2012年3月27日終了。
Lady Go!!プラス 〜蒼の十字架〜
リスナーと一緒に、本当に自分たちが読みたいラノベを、設定を元に自分たちの力で創っていく。コーナータイトルは2012年3月27日放送のメールテーマ「読みたくなるラノベタイトル大賞」の大賞受賞作品（投稿）から。
2012年4月3日開始。
非リア・かく♡めい
日常生活において、リア充と非リア充の行動の違いを勉強する。お題となるテーマは毎週発表される。
2012年9月4日開始。
○○レポート
小松が主演・出演するアニメ作品やイベントにおいて、感想メールの紹介やネタバレを含む裏話などのトークを展開する。アニメ作品においては未視聴リスナーへのネタバレ防止のため、冒頭に音量を下げるなどの注意を呼びかけた上で紹介し、終了時には両手を上に伸ばし手を叩いて合図をする。○○にはアニメ作品やイベントの名称や通称（『モーレツ宇宙海賊』の場合はモーパイ、アニメロサマーライブの場合はアニサマ）が入る。
2012年1月10日開始。
愛されるより愛されたい
愛され女子になるために、私（小松）が大好きなあなたに甘えるようなセリフを募集し、あまあまな感じで披露する。
2014年1月14日開始
ドラドラツイート
小松がトレーニングビデオに出演する、ニュアンスのコンピュータ向け音声認識・入力ソフトウェア、ドラゴンスピーチ をPRするための企画。事前にTwitter上でリスナーから小松に答えてほしい質問を募集し、ドラゴンスピーチを搭載したタブレットPC「タツオ」を駆使して、番組公式Twitterに回答を投稿する。
2014年4月8日開始
何見るか、ifでしょ!
もしも、もう1つの道を選んでみたらどうなるのかを小松が実践する。2015年3月31日終了。
激お小松（隔週）
あいつにこんなむかつくことをされたから怒ってくれ、僕はこんなダメ人間なので叱ってくれ　というエピソードに愛情を込めてコメントする。
エピソードとともに、怒ってほしいセリフを募集する。「マザーミカコ」との隔週コーナー。2015年3月24日終了。

##### 大久保瑠美
- おきらくルミの一生[17] / おきらくルミちゃん[18]
2010年10月開始、2011年3月10日終了[18]。
大久保ドリル[19]
常識問題を「問題、正しい解答、ボケ例」セットで募集し、大久保が回答する。
遅くとも2011年4月開始。2011年10月12日終了。
2012年8月29日100回記念で復活。
2015年9月にもう一度復活。
美少女戦士ルーミームーン
リスナーの「自分たるんでるな」と思うエピソードに対して、「浜松町に代わっておしおき」する。
2011年10月19日開始、2012年2月29日終了。
ルミルミ王国ぷ・ら・す♪[20]
ルミルミ王国のルミルミーナ3世が、可愛い女の子たちとのイベントを通して素敵なエンディングを迎えるために、「ラブルミポイント」をためていく恋愛シミュレーションゲーム風コーナー。登場するキャラクターは、水曜日以外のパーソナリティがモデルになっている。
2012年3月7日開始、2012年8月8日終了。
るWみH
「いつ」「どこで」「だれが」「どのように」「何をする」が書かれている紙をそれぞれランダムに引き、完成した設定の役柄を演じる。演じにくさをダメージを0 - 5で判定する。
2012年8月22日開始、2013年2月6日終了。
ルーミル美術館へようこそ
美術館のルミルミ画伯が、知っていそうで知らないだろうと思われるお題に対して絵を描く。描かれた絵は、お題に合っていれば美術館に収蔵され、間違っていたらその場で破られてしまう。
3回連続で間違えると罰ゲームが実行される。
2011年10月26日開始。2014年1月8日より「ココアイランドへようこそ」と毎週入れ替わりによる隔週コーナー。2014年7月終了。
RUMICOLE（ルミコレ）!ジングル[21] / ルミコレジングル[22]
お題のキャラ設定で、かわいいと思う台詞を募集し、大久保がその設定に「モードチェンジ」して読む。
2010年10月開始。2014年12月24日終了。
ルミナク
ガイアで最も男らしくイケメンな伊達ルミ男に扮し、リスナーから寄せられた男らしい行動に対してその場で挑発的なキャッチコピーを与えていく。メンナクのパロディ。2012年8月15日開始。「メイちゃんは心の名医」と毎週入れ替わりによる隔週コーナー。2015年3月25日終了。

##### 高森奈津美
- ナツコミ![23]
漫画パロディの朗読劇。
2010年10月開始、2011年9月29日終了。
高森いいじゃ〜ん[24] / 高森いいじゃん![25]
「高森いいじゃ〜ん」で始まり高森を褒めるメールを募集。
遅くとも2010年12月開始、2011年7月21日を最後に休止。2015年1月1日の放送で久々に行われた。
モリタカミナツのベリー・グー![26] / モリタカミナツのBerry Good!![25] / モリタカミナツのベリー・グー!![27]
報告・相談・質問を募集し、「DJ・モリタカミナツ」（「タカモリナツミ」のアナグラム）がぶった切る。
2011年4月 - 2011年7月7日。モリタカが旅立ったため、「モリタカ家の三姉妹」にリニューアル。
バドミントーク 奈津美がスマッシュ / バドミントーク[28]
遅くとも2010年12月開始、2011年4月終了。
表のリーダー、裏のリーダー[29]
表のリーダーと裏のリーダーの比較を募集。
遅くとも2011年3月開始、2011年4月終了。
モリタカ家の三姉妹[30]
質問や相談を募集し、モリタカミナツの娘である「モリタカ家の三姉妹」（幼稚園年少の三女春美・高3の次女秋美・30歳前後の長女冬美）が答える。シャッフルウィークには「モリタカ家の隣の三姉妹」ララミ・ルルミ・レレミ（大久保「瑠美」から）が登場した。
2011年7月、「モリタカミナツのベリー・グー!!」をリニューアルして開始。2012年1月19日終了。
三年三組学級日誌
高森が出演するテレビアニメ『Another』をおさらいしつつ、寄せられた疑問・質問に回答する。
2012年1月26日開始、2012年4月5日終了。
ナツミックレコードを作ろう!
毎回ある1年をピックアップし、リスナーがその年にハマった事を募集。その中で高森の胸に刺さったものを書き記し、「ハマったもの年表」を作っていく。タイトルは「アカシックレコード」をもじったもの。
2012年4月12日開始。2012年8月16日終了。
ナツコロ
2012年9月6日開始。
ナツマス
アイドル「ことりちゃん」をプロデュースする。テーマを決めて案を募集する。
2011年10月6日開始。
高森奈津森
ひょんなことから名前を失った高森が、運だめしで本当の名前を手にしていくアイデンティティー証明物語。
2013年5月9日開始。
KTK!（車・高森・車）
自動車免許は取得したものの、車を購入する予定がない高森（KTK）に車が欲しくなる魅力を、略すと「KTK」になる3フレーズで募集する。
芸人バイク川崎バイクのパロディ。2015年4月2日終了。

##### 三上枝織
- あなたと枝織のダイアリー[31]
番組が設定したシチュエーションで、三上にかける台詞を募集し、三上がそれに返事する。
2010年10月6日開始、2011年9月26日終了。
答えてリーダー! 三上の決断
Lady Go!!のリーダーを拝命した三上が立派なリーダーとして成長できるように、「こんな時にどうしたらいいの？」という局面において自ら考え、その言動で答える。
2010年10月6日開始。
リーダー一刀両断
悩みを募集し、三上が「一刀両断」する。
遅くとも2011年3月開始。
ピットイン[32]
三上が早口になっているという突っ込みがツイッターで増えたり、スタッフがそう判断した場合は、水を飲んでクールダウンする。画面には、「PIT INN」と書かれたペラ紙（2011年9月まで）か「PIT IN」と書いたロリポップ（2011年10月から）が差し込まれ、T-SQUAREの『TRUTH』がBGMとして流される。
2011年5月9日開始、同日初発動。
ロード・トゥ・レジェンド〜三上の伝説[9]
番組が設定した課題に三上が挑戦する。
2011年4月4日開始。2013年3月29日終了。
挑戦の出来を、理由付きの6段階（0 - 5ポイント)で募集する。ポイントは集計され、累計ポイントに応じてトーク中に「呪文」が使えるようになる。
ゲラ
レベル2。笑い声が流れ、トークが受けたような感じになる。2011年5月16日習得。
オチルーラ
レベル3。効果音が流れ、トークにオチが付いたような感じになる。2011年6月13日習得。
カマナズン
レベル4。噛んだときに使うと、巻き戻し音が流れ、噛む前からやり直せる。2011年8月15日習得[33]。
ホメパニ
レベル5。使うとTwitter上でリスナーが褒めてくれる。2011年12月26日習得。
フエルーラ
レベル6。口笛を上手く吹くと異世界へ行ける。2012年5月11日習得。
津軽小町さなりてんだ
三上が地元青森県のアイドル津軽小町を目指すべく、津軽三味線を弾けるようにするために、三味仙人が出す課題を攻略していくコーナー。3週連続で失敗すると罰ゲームが執行される。
2013年4月5日開始。2014年5月2日終了。
MCCイングリッシュティーチャー三上
三上が英語家庭教師となって、受講生に講義をするコーナー。
2014年5月9日開始。2015年4月3日に閉校（終了）。

##### 寺本來可
- ハートの耳かき[34]
悩み相談を募集。
2010年10月開始、2011年9月終了。
教えて せ〜んぱいっ![35]
質問に対する答えを募集。各曜日パーソナリティからの回答も読み上げる。
遅くとも2011年4月開始、2011年9月30日（寺本最終回）終了[36]。
ユキカジノ[35]
シチュエーションとキャラクターを募集し、寺本が演じる。うまくできればコインがもらえ、さらにコインを溜めるとごほうびがもらえる。
遅くとも2011年4月開始。2011年9月16日が通常進行のコーナーとしては最後で、9月23日はごほうびとして占い師の瑠奈を迎えた占いコーナーとなった。
來可はゴシップガール![34]
ゴシップネタを募集し、寺本がワイドショーの新聞コーナー風に紹介する。
2010年10月開始、2011年4月終了。

## ゲスト
上坂すみれ
- 第035回（2012年05月28日）　鷲崎健
- 第062回（2012年12月03日）　ZAQ
- 第070回（2013年01月28日）　富永TOMMY弘明
- 第074回（2013年02月25日）　駒形友梨
- 第132回（2014年04月07日）　和田京子 - エンディングのみ
- 第143回（2014年06月23日）　杉田智和
- 第151回（2014年08月18日）　三澤紗千香
- 第158回（2014年10月06日）　内山夕実
- 第195回（2015年06月22日）　黒沢ともよ - 上坂に内緒で乱入
- 第199回（2015年07月20日）　黒沢ともよ - ホワイトちゃんねるのみ

小松未可子
- 第016回（2011年01月17日）　三上枝織
- 第058回（2011年11月08日）　小見川千明
- 第070回（2012年01月31日）　池田裕子
- 第072回（2012年02月14日）　大久保瑠美 - エンディングのみ
- 第091回（2012年06月26日）　佐藤竜雄
- 第108回（2012年10月23日）　angela
- 第143回（2013年06月25日）　新海誠
- 第178回（2014年02月25日）　佐藤竜雄[※ 1]
- 第210回（2014年10月07日）　下田麻美
- 第215回（2014年11月11日）　山本希望、村川梨衣 - 誕生日祝いのビデオメッセージ放映後に乱入
- 第256回（2015年08月11日）　白石晴香 - ホワイトちゃんねるのみ

大久保瑠美
- 第042回（2011年07月20日）　津田美波
- 第139回（2013年05月29日）　芹澤優
- 第184回（2014年04月09日）　キダニエル
- 第208回（2014年09月24日）　和田光司 - ビデオ出演
- 第210回（2014年10月08日）　荒川美穂
- 第212回（2014年10月22日）　はりけ〜んず前田
- 第262回（2015年09月23日）　大坪由佳 - 大久保には内緒のサプライズゲスト

高森奈津美
- 第048回（2011年08月30日）　小松未可子 - エンディングのみ
- 第058回（2011年11月10日）　小松未可子
- 第124回（2013年02月14日）　板尾創路 - ビデオ出演
- 第176回（2014年02月13日）　中津真莉子
- 第202回（2014年08月14日）　米澤円
- 第208回（2014年09月25日）　生天目仁美
- 第210回（2014年10月09日）　齋藤彩夏
- 第228回（2015年02月12日）　三宅麻理恵
- 第236回（2015年04月09日）　キダニエル
- 第241回（2015年05月14日）　大橋彩香

三上枝織
- 第015回（2011年01月12日）　寺本來可
- 第017回（2011年01月26日）　小松未可子
- 第040回（2011年07月04日）　大久保瑠美
- 第085回（2012年05月18日）　鷲崎健
- 第155回（2013年09月20日）　前田登（はりけ〜んず）
- 第181回（2014年03月21日）　よしだもろへ
- 第210回（2014年10月10日）　神田朱未
- 第243回（2015年05月29日）　大久保瑠美
- 第255回（2015年08月07日）　キダニエル
- 第261回（2015年09月18日）　高森奈津美 - FM青森のスタジオから生放送

寺本來可
- 第15回（2011年1月11日）　三上枝織
- 第20回（2011年2月15日）　内田真礼
- 第51回（2011年9月23日）　瑠奈（占い師）

### 代理パーソナリティ
- 2011年9月21日 小原美穂[37]

大久保瑠美が台風15号の影響で番組開始時刻までにスタジオに到着できなかったため。大久保の到着まで構成作家の小原が代理を務めた。
- 2012年12月17日 駒形友梨[38]

上坂すみれは、この日カタール・ドーハのホテルから生放送を行ったが、番組宛メールの紹介や回線が途切れた場合の予備待機要員として、駒形が文化放送のスタジオ担当を務めた。
- 2013年1月23日 赤﨑千夏[39]

大久保瑠美がインフルエンザ発症のため。
- 2013年2月18日 三澤紗千香[40]

上坂すみれが喉の炎症のため。
- 2013年8月22日 中津真莉子[41]

高森奈津美がAnimelo Summer Live出演の準備のため。

## .lady.
.lady.（ドットレディ）とは、2011年10月からのパーソナリティ5人（上坂、小松、大久保、高森、三上）による声優ユニットである。デビューシングルとなるOpen Tuningが、2014年3月26日に日本コロムビアからリリースされた。
2015年10月の番組終了に伴い、本ユニットの活動も終了となる。

### ディスコグラフィ

#### シングル
1. Open Tuning（規格品番：COCC-16848、2014年3月26日発売、マキシシングル）
  1. Open Tuning
作詞：只野菜摘、作曲：俊龍
  2. 星を捜して
作詞：森由里子、作曲：俊龍
  3. Open Tuning（オリジナル・カラオケ）
  4. 星を捜して（オリジナル・カラオケ）
2. Progression（規格品番：COCC-17015、2015年6月3日発売、マキシシングル）
  1. Progression
作詞：渡部紫緒、作曲：俊龍
  2. A Little Magic
作詞：渡部紫緒、作曲：俊龍
  3. Progression（オリジナル・カラオケ）
  4. A Little Magic（オリジナル・カラオケ）

- Progressionはオープニングテーマに、A Little Magicはエンディングテーマにそれぞれ2015年4月から起用されている。

#### アルバム
1. Go!!〜Lady Go!! 卒業アルバム〜（規格品番：COCX-39249　2015年10月14日発売、ミニアルバム）[42]
  1. 君と僕との1ページ
作詞・作曲：俊龍、
  2. Open Tuning
作詞：只野菜摘、作曲：俊龍
  3. Progression
作詞：渡部紫緒、作曲：俊龍
  4. 星を捜して
作詞：森由里子、作曲：俊龍
  5. A Little Magic
作詞：渡部紫緒、作曲：俊龍
  6. .lady. Overture
  7. Open Tuning(EDM Remix)
  8. Progression(EDM Remix)
  9. 星を捜して（ピアノ・インストバーション）
  10. 君と僕との1ページ（オリジナル・カラオケ）

## 公開イベント
Lady Go!! first date ☆星降る丘で待ち合わせ☆
- 2011年7月2日 - 星陵会館

出演: 三上枝織、小松未可子、大久保瑠美、高森奈津美、寺本來可
Lady Go!! second date 〜夏 ときどき 恋〜
- 2012年7月22日 - ヤクルトホール

出演: 上坂すみれ、小松未可子、大久保瑠美、高森奈津美、三上枝織
Lady Go!! third date 〜スキな人まで徒歩0分〜
- 2013年7月14日 - よみうりホール

出演: 上坂すみれ、小松未可子、大久保瑠美、高森奈津美、三上枝織
A&G NEXT GENERATION Lady Go!! 公開生放送
- 2013年8月9日 - 文化放送サテライトプラス

出演: 三上枝織
- 2013年8月12日 - 文化放送サテライトプラス

出演: 上坂すみれ
Lady Go!! fourth date 〜ハートつながる公園通り〜
- 2014年8月3日 - 渋谷公会堂

出演: 上坂すみれ、小松未可子、大久保瑠美、高森奈津美、三上枝織
Lady Go!! fifth date 〜キミと私の時代(ジェネレーション）〜
- 2015年7月12日 - 渋谷公会堂

出演: 上坂すみれ、小松未可子、大久保瑠美、高森奈津美、三上枝織
Lady Go!! 卒業イベント 〜1841日の奇跡〜
- 2015年10月18日 - 舞浜アンフィシアター

出演: 上坂すみれ、小松未可子、大久保瑠美、高森奈津美、三上枝織
Lady Go!! 卒業イベント DVD発売記念イベント
- 2018年6月24日 - 文化放送メディアプラスホール

出演: 上坂すみれ、小松未可子、大久保瑠美、高森奈津美、三上枝織

## 関連番組
Lady Go!!サンデー
2011年1月9日から4月3日、毎週日曜日8:00 - 9:00放送。隔週更新で翌週はリピート（ただし4月3日更新の最終回はリピートなし）。全7回。
番組プロデューサー「キャップ高橋」（高橋和也）の進行で、『Lady Go!!』2週間（10回5時間）分のダイジェストを中心に、パーソナリティへのインタビュー、スタッフ座談会などがあった。
2014年4月より、過去2週間分の放送のまとめ動画が「ホワイトちゃんねる」上に、「帰ってきた!Lady Go!!サンデー」としてアップされるようになった（チャンネル会員専用）。
Lady Go!! first date ☆星降る丘で待ち合わせ☆
2011年7月2日のイベント「Lady Go!! first date ☆星降る丘で待ち合わせ☆」の模様を1時間のダイジェストに編集した特別番組 2011年7月29日金曜日16:00–17:00の『超!A&G+スペシャル』枠で配信。8月6日 - 9月3日土曜日16:00–17:00の『超!A&Gミュージック+プレミアム』枠でも同じ内容が配信された。
出演者は、イベントに出演したパーソナリティ5人のほか、幕間に高橋和也のナレーションが入った。
Lady Go!! Saturday
2011年8月6日から2012年3月31日まで、文化放送『A&G 超RADIO SHOW〜アニスパ!〜』内のフロート番組として、毎週土曜日22:40ごろから約8分30秒放送された。全35回。
『アニスパ!』番組サイトでの番組名は「○○○○のLady Go!! Saturday」（○○○○は週替わりパーソナリティ名） だが、『Lady Go!!』番組ブログでは「LadyGoサタデー」 と書かれていることが多い。
月曜日パーソナリティの三上から曜日順に週替わりで1人が登場して『Lady Go!!』の紹介をしており、前番組の『土曜2h』と同じフォーマットである。なお金曜パーソナリティの回は、初回の2011年9月3日は寺本だったが、10月8日からは上坂が担当した。
超!A&G+新春スペシャル Lady Go!! NEW YEAR PARTY 2013 〜ヒロインになりたい〜
2012年12月31日26:00 - 27:30（2013年1月1日2:00 - 3:30）放送。Lady Go!!の番組史上、公開イベント以外で初めてパーソナリティ5名全員が揃っての放送となった新春特別番組。
超!A&G+新春スペシャル Lady Go!! NEW YEAR PARTY 2014 〜も馬てない!大発表スペシャル〜
2013年12月31日25:00 - 27:00（2014年1月1日1:00 - 3:00）放送。2度目の新春特別番組。スケジュールの都合で上坂のみ別現場からの衛星中継という体で参加（実際は事前収録）。ゲストにゲッターズ飯田を迎え、メンバーの運勢を占った。番組内では新しくメンバー全員で歌う番組オープニング＆エンディングテーマが製作されることが発表された。
8月3日まで待てない!Lady Go!! third date〜スキな人まで徒歩0分〜 すみぺとみかこしで振り返りスペシャル!
2014年7月21日（月曜日）20:00 - 22:00にニコ生のLadyGo!!ホワイトちゃんねるで放送。fourth date開催を前に上坂すみれと小松未可子が映像を見ながらthird dateを振り返る特番。
超!A&G+新春スペシャル Lady Go!! NEW YEAR PARTY 2015 〜メェ〜いっぱい楽しもうSP〜
2014年12月31日25:00 - 26:30（2015年1月1日1:00 - 2:30）放送。3年連続となった新春特別番組。メンバー全員で歌う新曲の制作発表と、7月にイベントが開催されることが発表された。

## 関連商品

### 映像作品
1. Lady Go!! second date 〜夏 ときどき 恋〜（規格品番：MESQ-0002、2013年1月30日発売、DVD、文化放送、マリン・エンタテインメント）
2. Lady Go!! third date 〜スキな人まで徒歩0分〜（規格品番：QRAG-44、2013年12月29日発売、DVD、文化放送）
3. Lady Go!! fourth date 〜ハートつながる公園通り〜 Daytime（規格品番：QRAG-58、2015年2月6日発売、DVD、文化放送）
4. Lady Go!! fourth date 〜ハートつながる公園通り〜 Evening（規格品番：QRAG-61、2015年2月6日発売、DVD、文化放送）
5. Lady Go!! fifth date 〜キミと私の時代（ジェネレーション）〜（規格品番：QRAG-77、2016年3月25日発売、DVD、文化放送）
6. Lady Go!! 卒業イベント 〜1841日の奇跡〜（規格品番：QRAG-228、2018年8月10日発売、DVD、文化放送）

### 書籍
1. A&G NEXT GENERATION Lady Go!! 卒業アルバム（ISBN 978-4074029167、2016年4月10日発行、主婦の友社）